# Ovaliptila buresi
Ovaliptila buresi is een rechtvleugelig insect uit de familie krekels (Gryllidae). De wetenschappelijke naam van deze soort is voor het eerst geldig gepubliceerd in 1958 door Maran.